# (13011) Loeillet
(13011) Loeillet (1987 QS5) – planetoida z pasa głównego asteroid okrążająca Słońce w ciągu 5,41 lat w średniej odległości 3,08 j.a. Odkryta 26 sierpnia 1987 roku.